# Raión de Yérshichi
El raión de Yérshichi (ruso: Е́ршичский райо́н) es un distrito administrativo y municipal (raión) ruso perteneciente a la óblast de Smolensk. Se ubica en el extremo meridional de la óblast. Su capital es Yérshichi.
En 2021, el raión tenía una población de 5586 habitantes.
El raión es fronterizo al suroeste con Bielorrusia y limita al sureste con la vecina óblast de Briansk. Su territorio es totalmente rural.

## Subdivisiones
Comprende los asentamientos rurales de Vorga, Yérshichi (la capital del raión), Kuzmichi (con capital en Karpovka) y Rujan (con capital en Egorovka). Estas cuatro entidades locales suman un total de 79 localidades.